# Feierabendhaus Knapsack

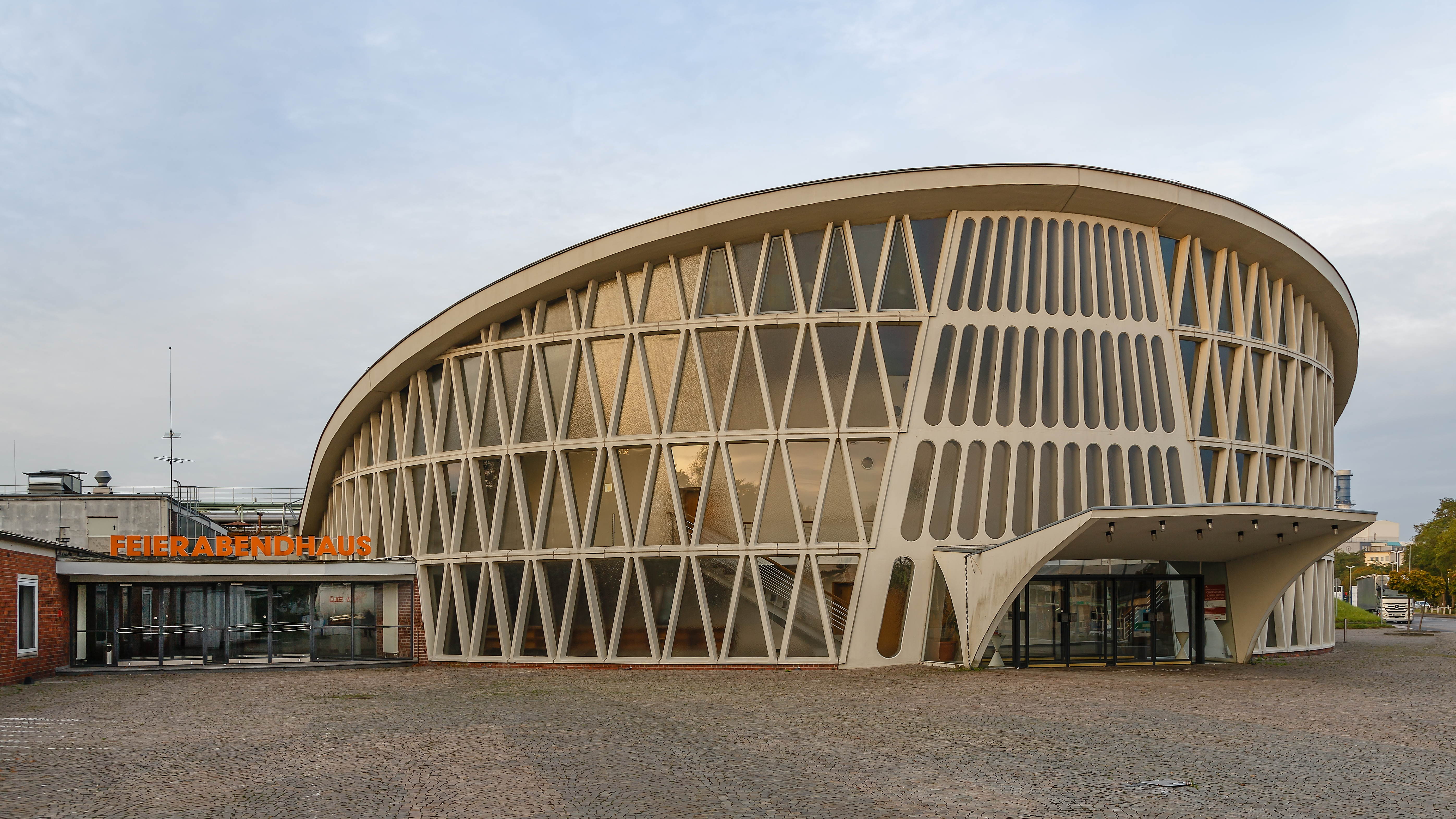
Feierabendhaus im Chemiepark Knapsack

Das Feierabendhaus Knapsack ist ein Veranstaltungsgebäude im Industriestandort Chemiepark Knapsack im nordrheinischen Hürth-Knapsack. Es wurde 1957 von dem Kölner Architekten Karl Hell erbaut und befindet sich in Besitz der Yncoris GmbH & Co. KG. Seit 1988 steht das Gebäude unter Denkmalschutz, 1996 erfolgte die Einstufung als erhaltenswertes Kulturgut durch das Land Nordrhein-Westfalen. Nach dem hohen und hellen Foyer betritt man den 700 m² großen Saal mit einer Bühne von 140 m²; der große Saal kann bis zu 1.000 Sitzplätze aufnehmen.

## Baugeschichte

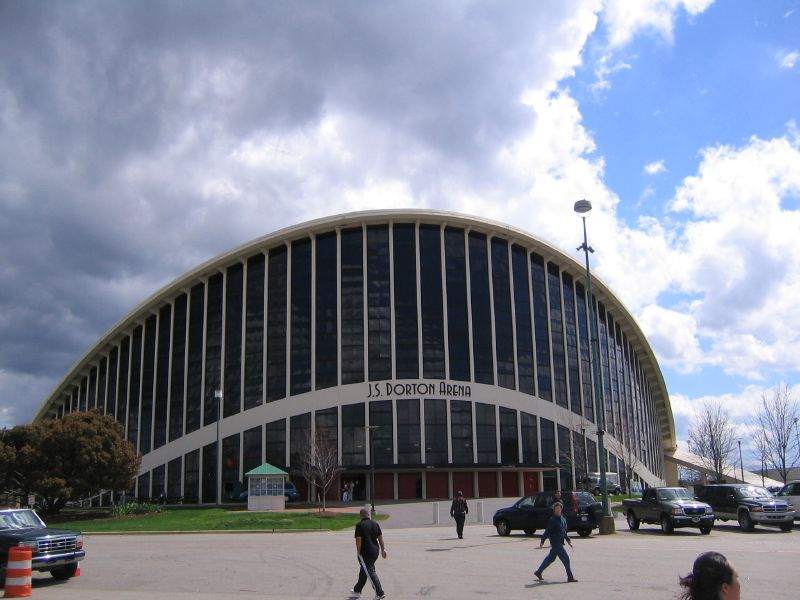
Vorbild: Dorton Arena in Raleigh von 1951/52

Das Feierabendhaus wurde 1957 zum 50-jährigen Bestehen des Chemiestandorts Knapsack im Auftrag der 1951 gegründeten Knapsack-Griesheim Aktiengesellschaft gebaut und aus den Gewinnen der damals sehr gut laufenden Phosphorbetriebe finanziert. Für die Errichtung wurde ein Architektenwettbewerb ausgeschrieben, den der Kölner Architekt Karl Hell (1908–1999) für sich entscheiden konnte. Die Planungen für den Bau begannen 1955, das Gebäude sollte im Bereich der Zufahrten zu den Werksanlagen und des Verwaltungsgebäudes erbaut werden. Obwohl die werkseigene Bauabteilung den Entwurf wegen der gewagten Baukonstruktion erst ablehnte, konnte sich der Architekt durchsetzen und das Feierabendhaus in der von ihm gewünschten Weise bauen lassen.
Das Gebäude mit ovalem Grundriss ist circa 45 × 37 m groß. Hell wandte eine Konstruktion mit zwei halbrunden Randbögen an, die ein Hängedach allein durch Zugkraft bilden können. Das Gebäude braucht daher keine weiteren Innen- und Außenstützen. Das Dach besteht aus einem Netz mit vorgespannten Stahlkabeln, in das 1 × 1 m Stahlbetonfertigteile eingehängt und die Fugen mit Leichtbeton verfüllt wurden. In Längsrichtung besteht die Dachform grundsätzlich aus Kettenlinien, aber durch die Querkabel etwas abweichend.
Es ist ein Hängedach und Satteldach, aber kein hyperbolisches Paraboloid. Während der kurzen Bauzeit gab es viele bautechnische Probleme zu lösen.
Die gitterförmige Fassade der Außenwand ist großzügig mit Glasflächen ausgefacht, wodurch das Gebäude einen sehr fragilen und leichten Eindruck macht. Als Vorbild diente dem Architekten eine Mehrzweckhalle, die Dorton Arena. Sie entstand 1951/52 in Raleigh, North Carolina, nach dem Entwurf von Maciej Nowicki.
Das Feierabendhaus Knapsack galt schon zur Zeit seiner Entstehung als herausragendes Beispiel für die Architektur der 1950er Jahre und wurde 1988 unter Denkmalschutz gestellt. Darüber hinaus stufte 1996 das Land Nordrhein-Westfalen das Bauwerk als erhaltenswertes Kulturgut ein. Aufgrund seines markanten Erscheinungsbildes ist das Feierabendhaus als Vorbild für das Signet (Logo) des Chemieparks Knapsack gewählt worden. Im Jahr 2004 erfolgte eine Renovierung des Gebäudes durch das Kölner Architekturbüro Halfmann Architekten.

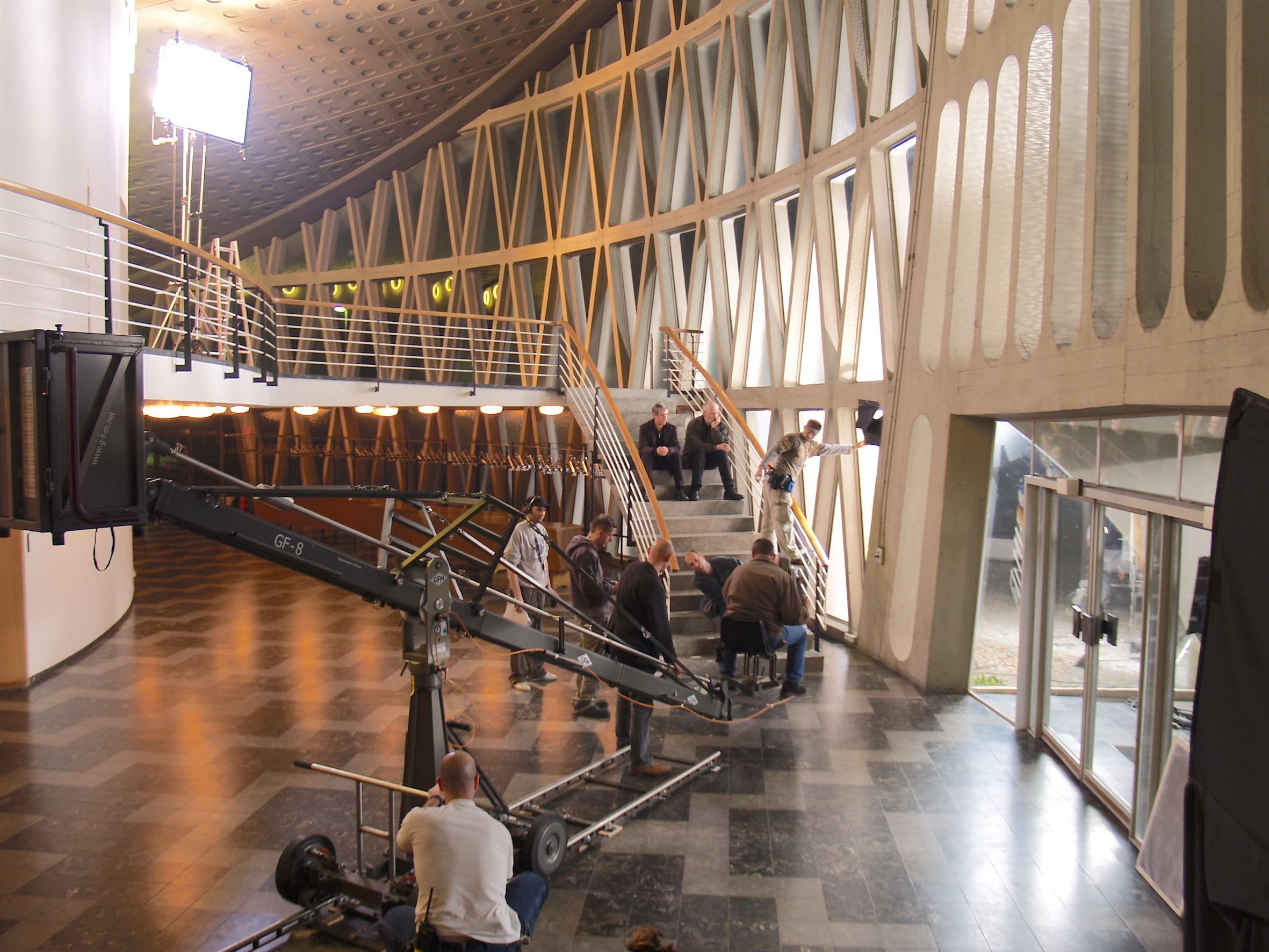
Foyer mit Blick auf die Decke aus Betonfertigteilen
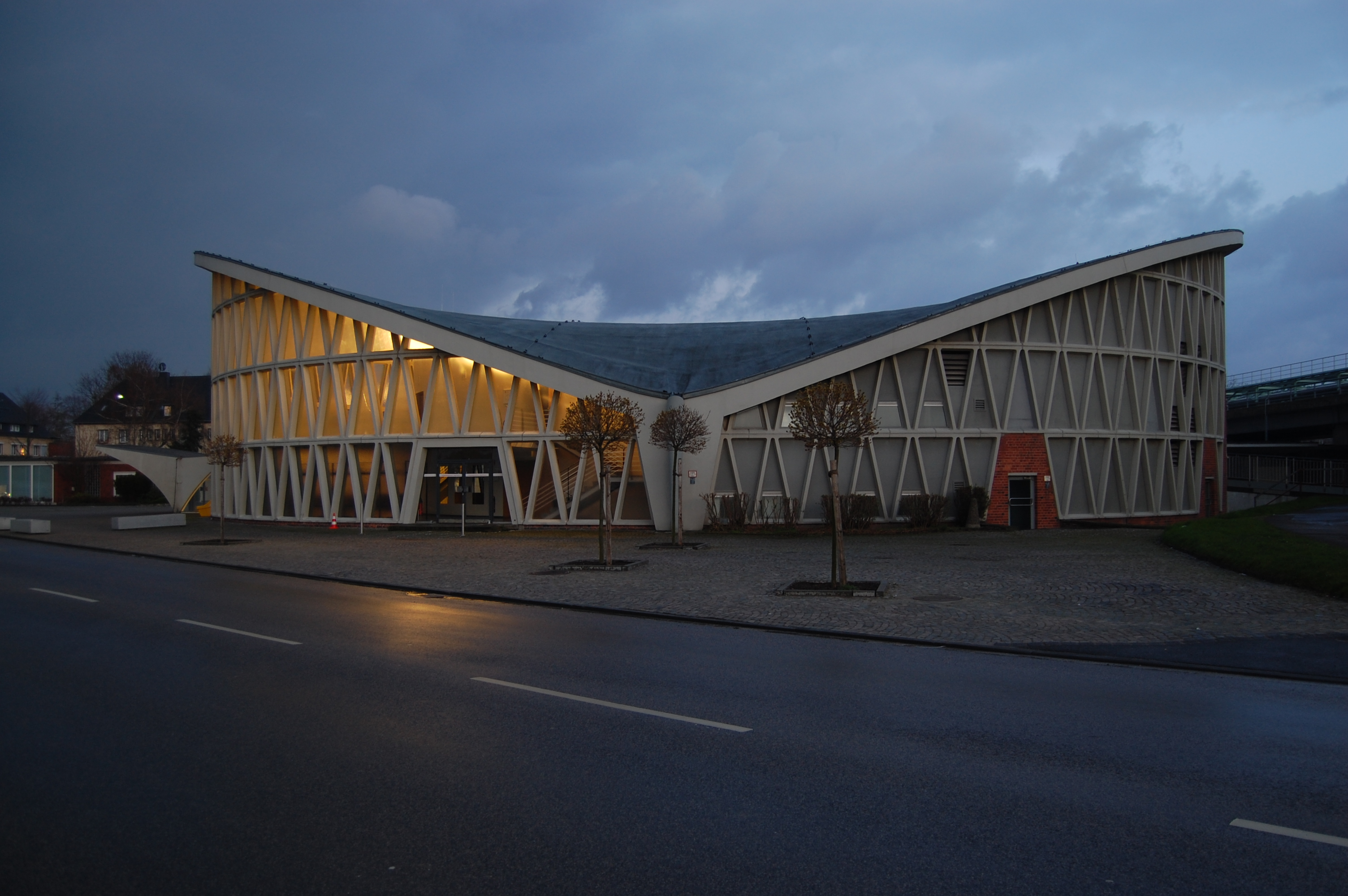
Feierabendhaus im Abendlicht
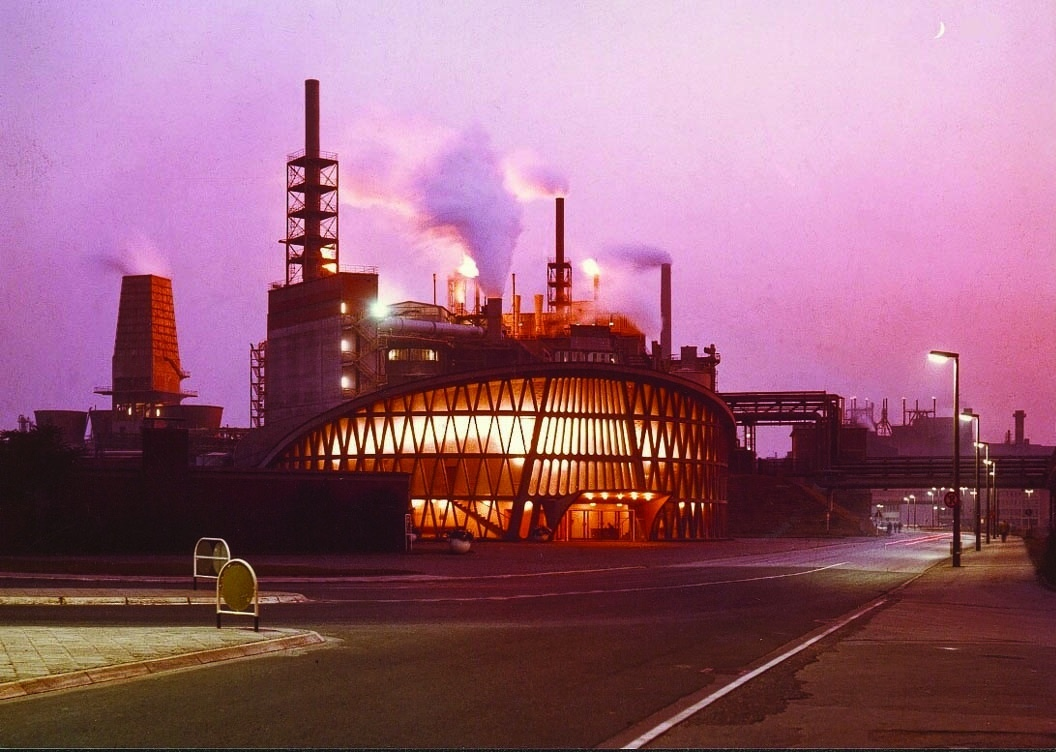
Einfahrt Knapsack 1969; Feierabendhaus und Phosphorfackeln.
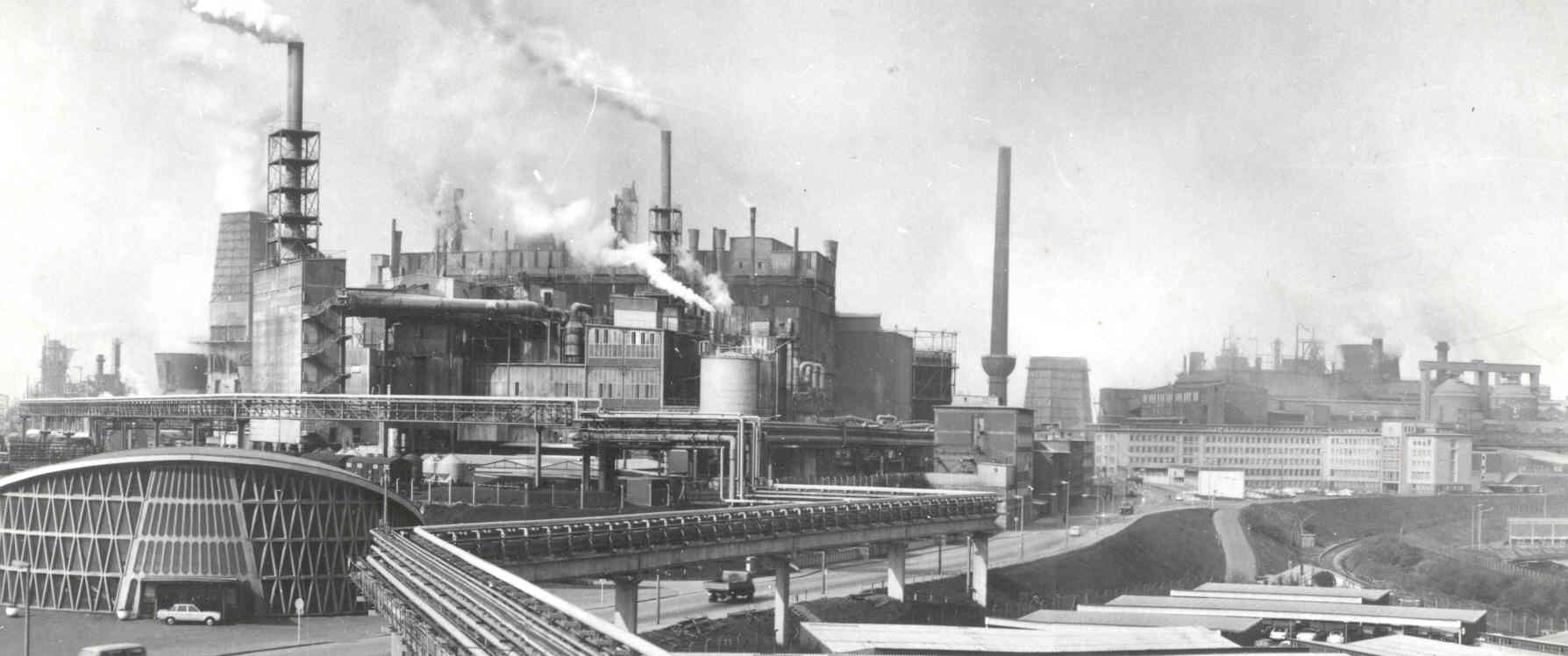
Blick über das Feierabendhaus auf das Werk Knapsack der Hoechst AG, 1960er-Jahre

## Heutige Nutzung
Das Feierabendhaus dient vor allem als Veranstaltungsgebäude für Konzerte, Kongresse und Tagungen sowie für Ausstellungen und Fachmessen. Es verfügt über einen großen Saal mit einer geräumigen Bühne sowie diverse Nebenräume. Ausstellungen können im Foyer des Gebäudes präsentiert werden.
Außerdem ist das Feierabendhaus ein beliebter Drehort für Musikvideos, Fernsehserien und Spielfilme, so zum Beispiel für das Jugend-Drama „Für den unbekannten Hund“, die "Weihnachtsgeschichte" der Serie Pastewka (als Rheinhalle Düsseldorf) oder das viel diskutierte ARD-Doku-Drama „Contergan“. Ebenso ist das Feierabendhaus zu sehen in der filmischen Adaption „Anleitung zum Unglücklichsein“ sowie als „Popstars-Akademie“ in der 11. Staffel der Castingshow Popstars. Auch für die britische Fernsehserie Paranoid (2020) wurde das Feierabendhaus als Kulisse genutzt, in diesem Fall als fiktive Polizeidienststelle in Düsseldorf.